# 松林坡白族彝族苗族乡
松林坡白族彝族苗族乡是中华人民共和国贵州省毕节市赫章县下辖的一个民族乡。

## 行政区划
松林坡白族彝族苗族乡下辖以下村级行政区划单位：
黄家寨村、大梁子村、拱桥村、半边街村、钱家寨村、喜雀村、塌土村、花苗寨村、蛇倮冲村、半冲村、官寨村、红砖村、小薯块村、柞落箐村、倮柱村和箐营村。